# Konzervatoř

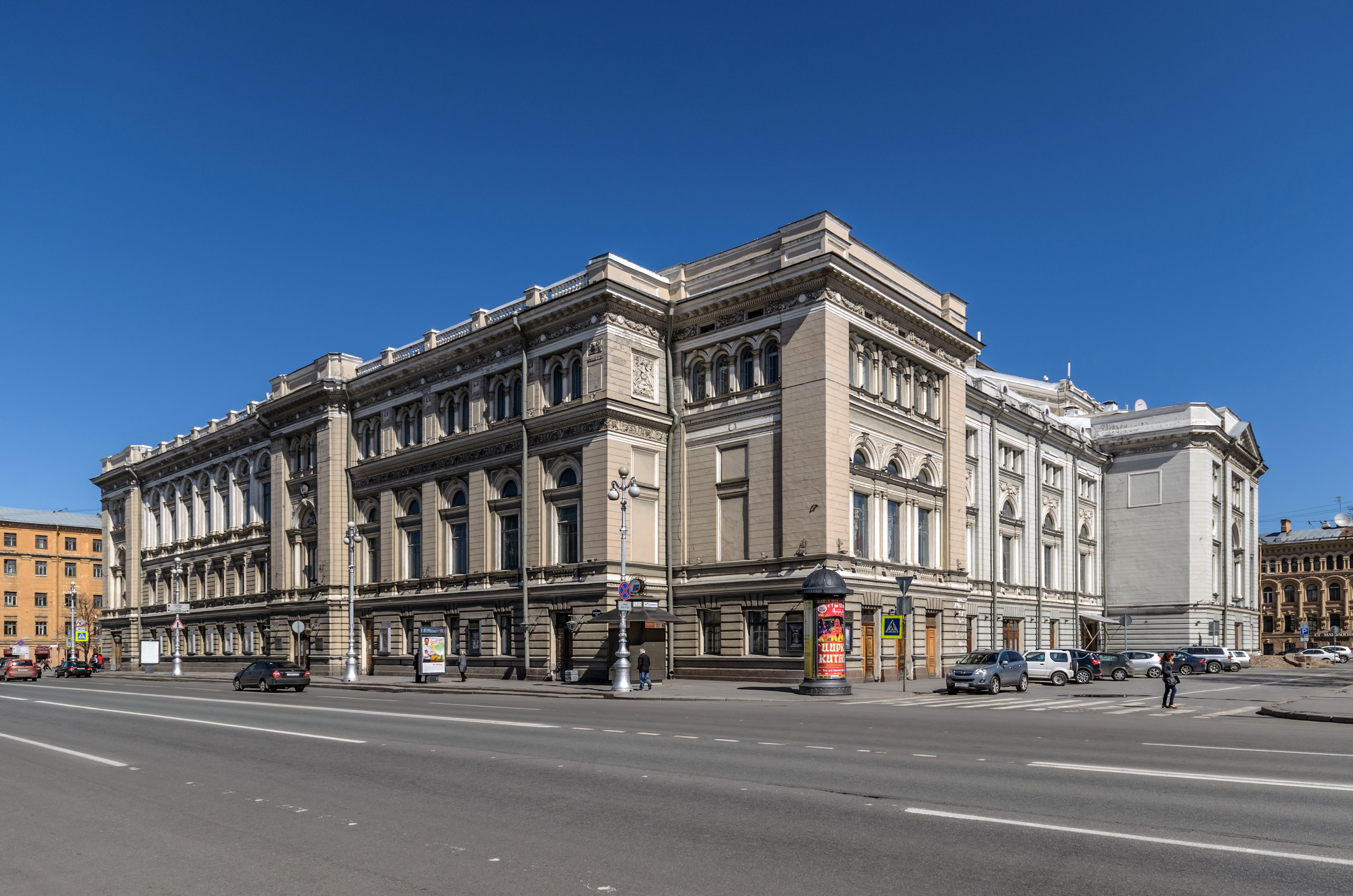
Konzervatoř Nikolaje Rimského-Korsakova v Petrohradu

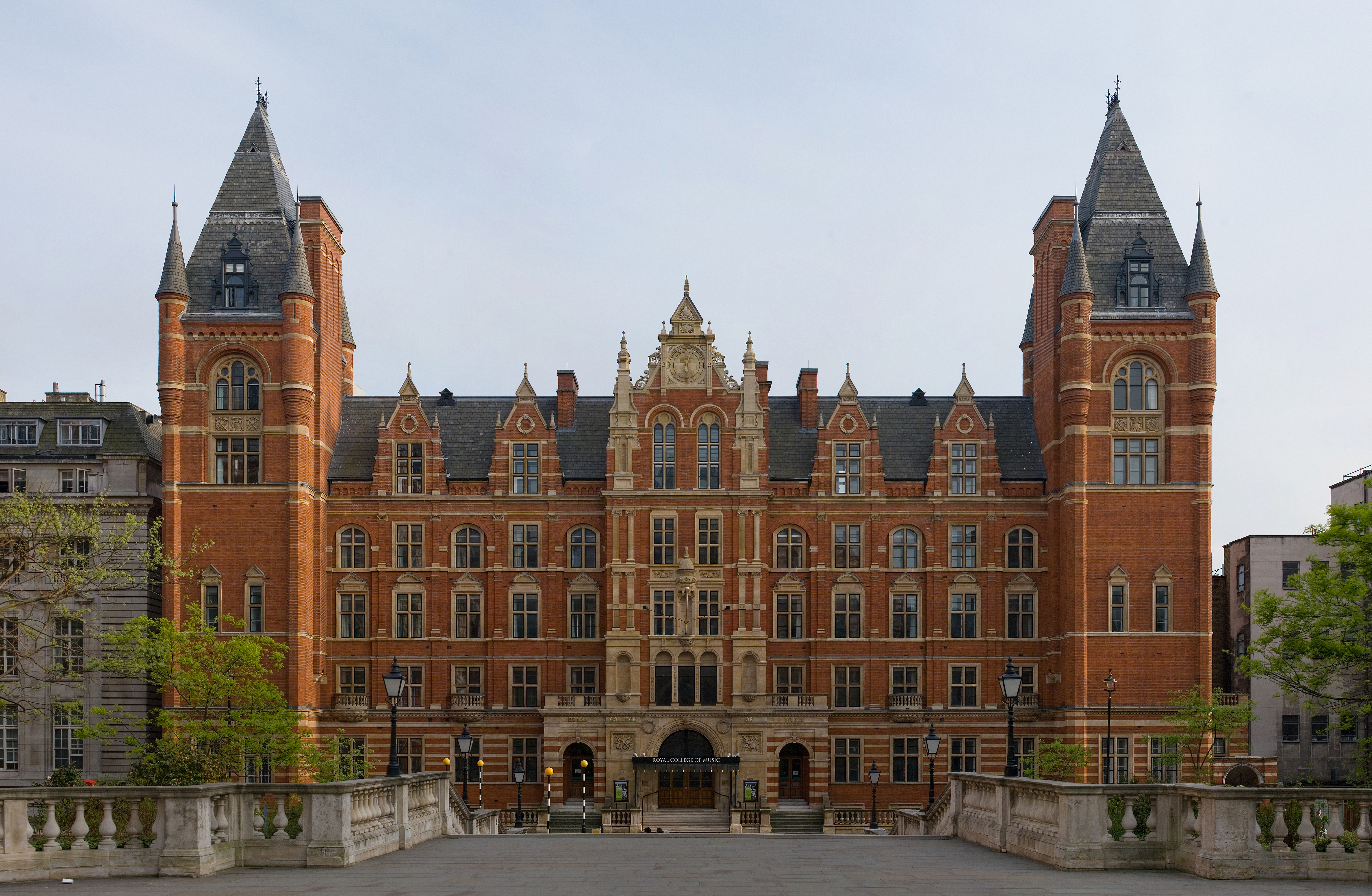
Royal College of Music v Londýně

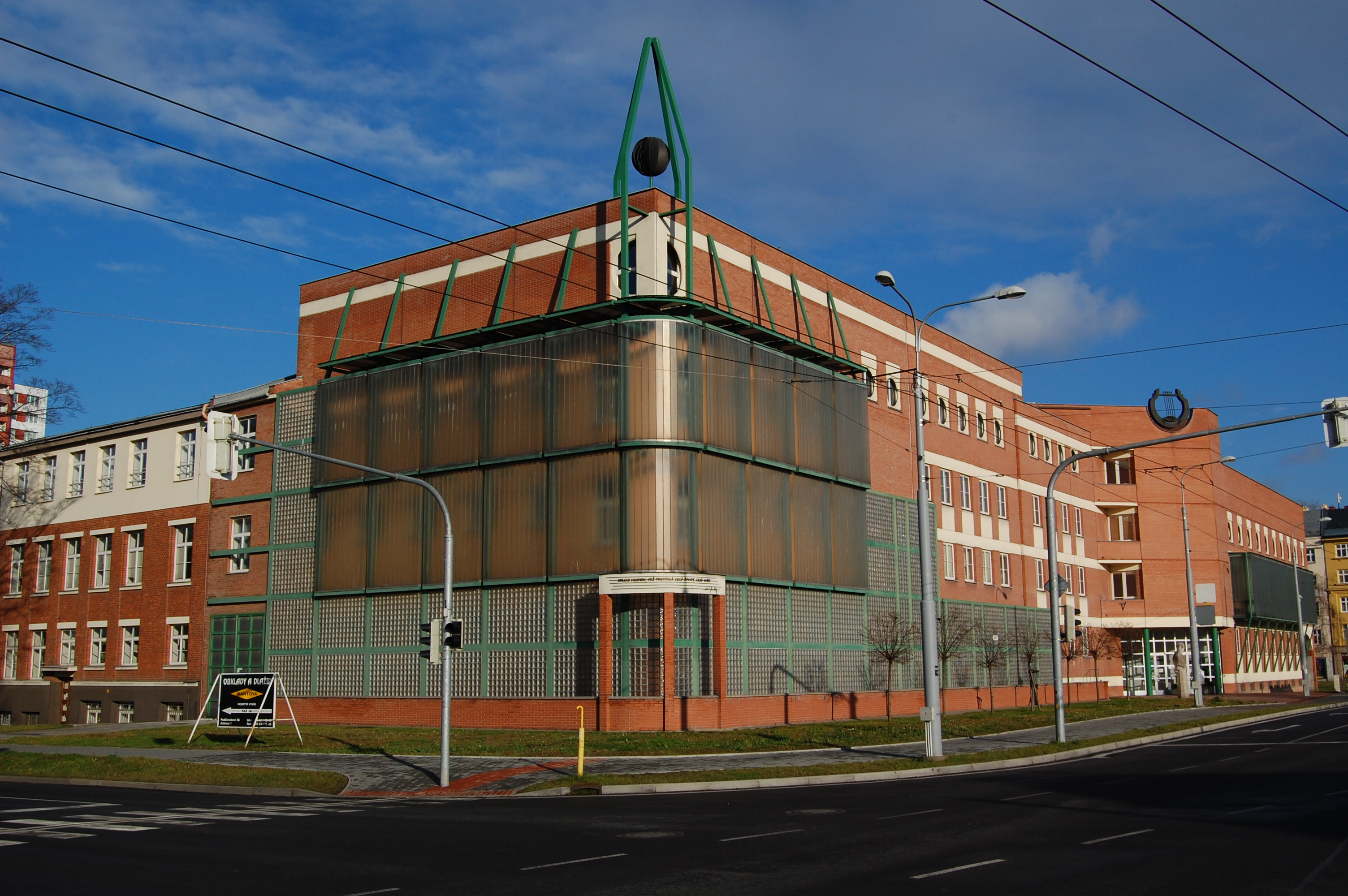
Janáčkova konzervatoř v Ostravě.

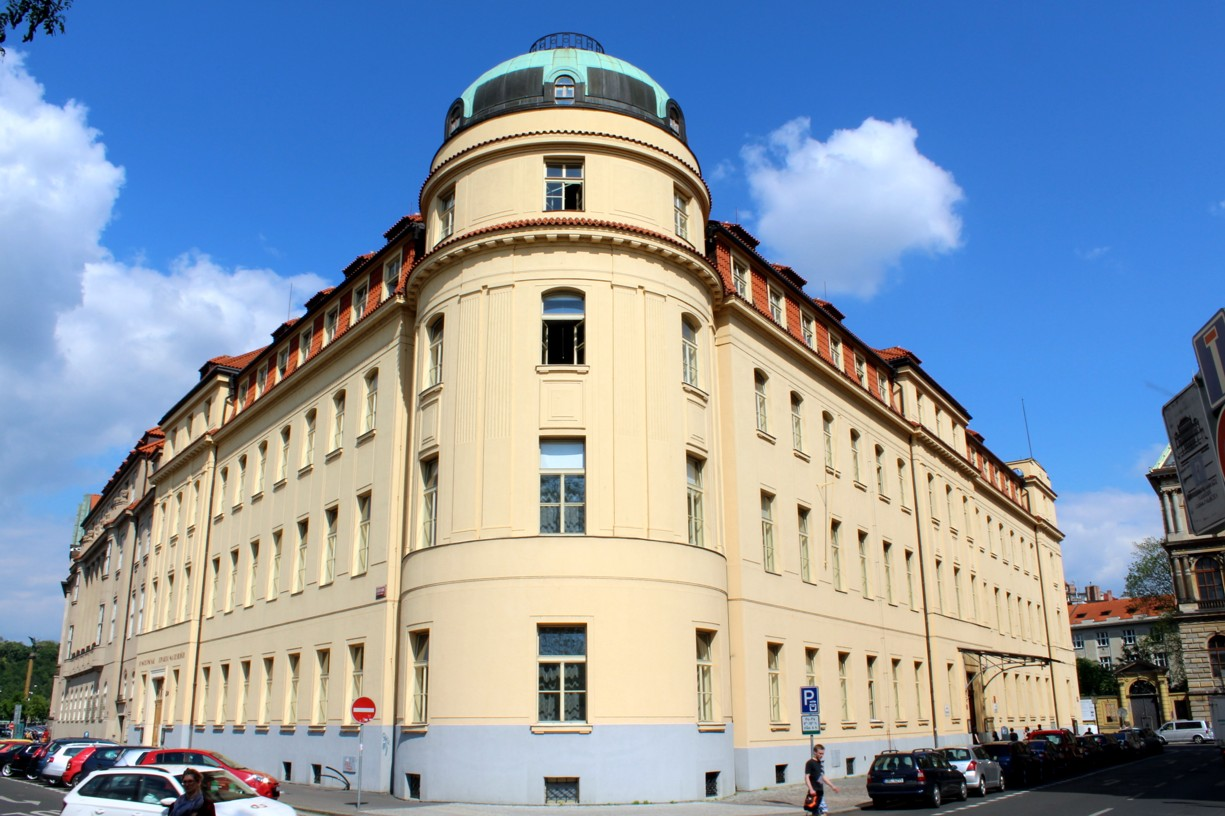
Budova Pražské konzervatoře

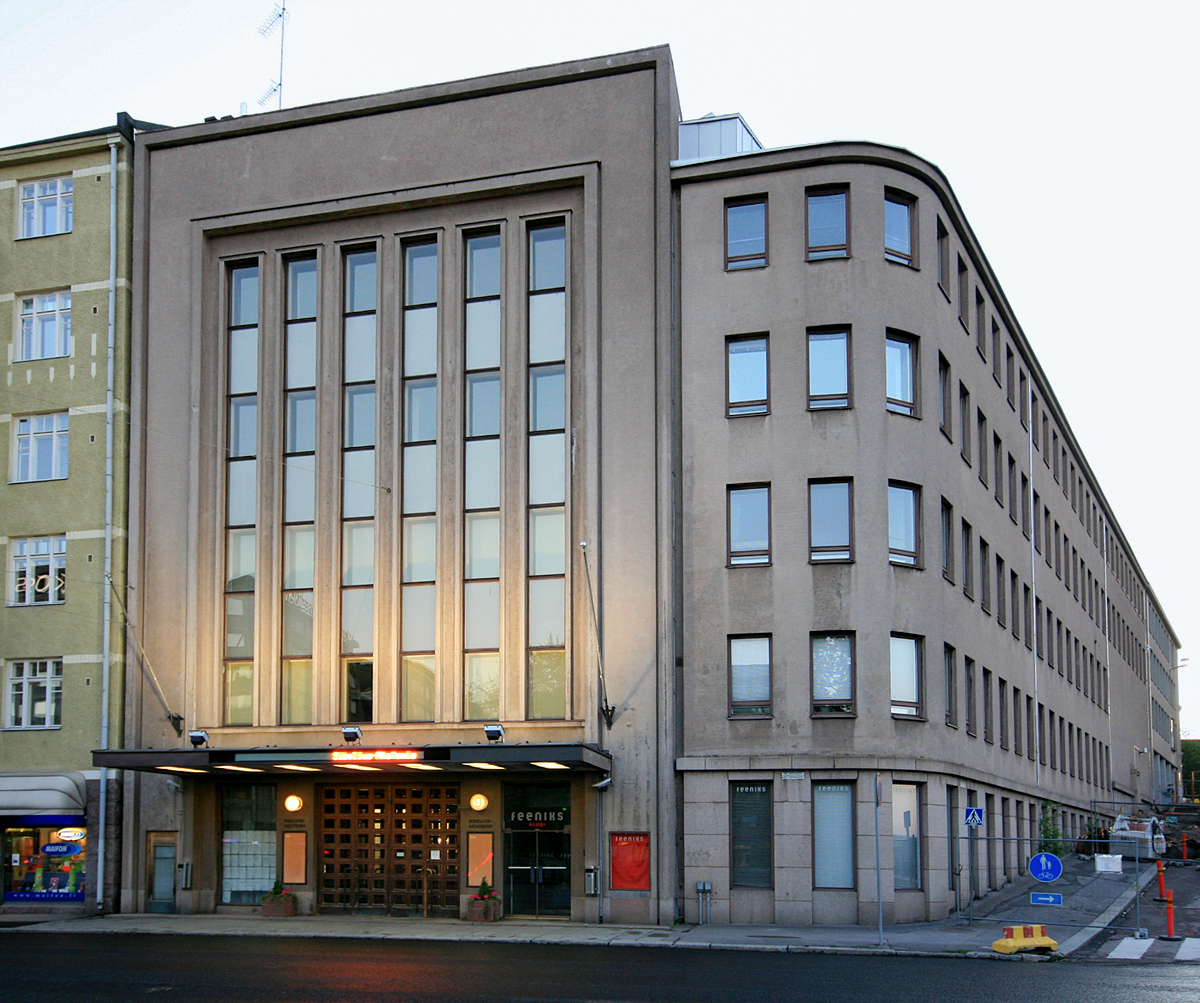
Konzervatoř Jeana Sibelia v Helsinkách

Konzervatoř je vzdělávací instituce se zaměřením zejména na nevýtvarné umělecké vzdělání, tedy hudbu, zpěv, tanec a hudebně dramatické umění. V Česku má konzervatoř v současné době v rámci českého vzdělávacího systému obvykle postavení obdobné jako střední škola (SŠ), v některých případech jako vyšší odborná škola (VOŠ), resp. pokud jde o dosažený stupeň vzdělání (kvalifikace – blíže ISCED), nejedná se tedy o vysokou školu (VŠ). Nicméně podobně jako VOŠ, či VŠ, se i konzervatoře mohou řadit mezi vzdělávací instituce, které poskytují terciární vzdělání.

## Historické souvislosti

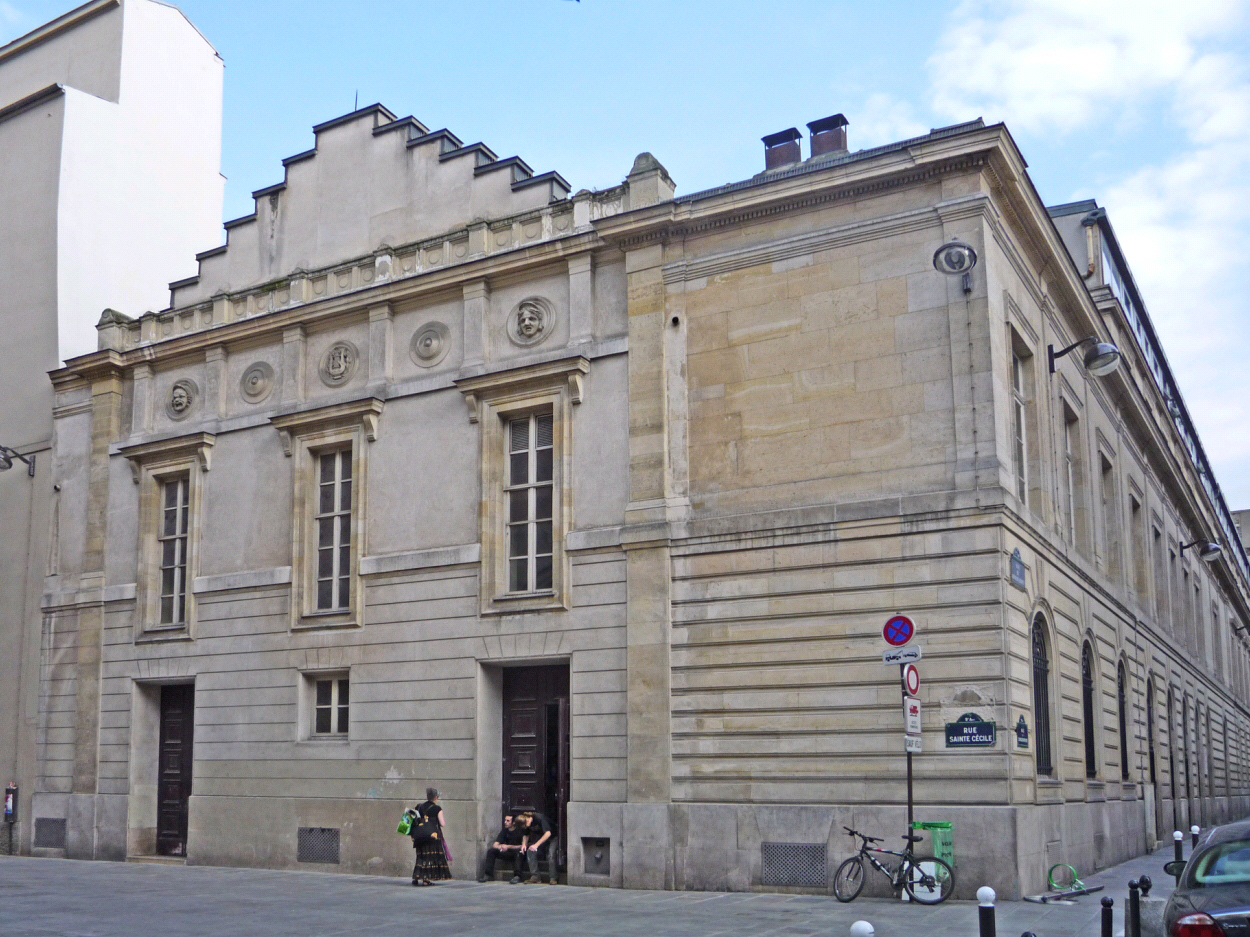
Konzervatoř v Paříži

Výraz konzervatoř pochází z italského conservatorio (conservare – ochraňovat, uchovat apod.), který původně označoval dobročinné ústavy, sirotčince (zařízení pro ochranu dětí). První takové ústavy vznikly nejprve v Neapoli (např. konzervatoř Sant'Onofrio v Porta Capuana, založená již v roce 1578) a Benátkách, později v celé Itálii. V 16. století existovala čtyři taková zařízení, zřizovaná vesměs při kostelích. V těchto konservatořích získávali nejen chlapci, ale také dívky vzděláváni od nejlepších skladatelů ve městě, a to v oboru hudby a zpěvu. V benátském sirotčinci při kostele della Pietà například jako skladatel působil Antonio Vivaldi. Ačkoli ženám bylo tehdy zapovězeno zpívat v kostele na kůru, stávaly se z nich první profesionální zpěvačky. Absolventi těchto zařízení pak nacházeli uplatnění jako hudebníci či zpěváci především církevních institucí, ale také v tehdejším operním provozu.
Tímto způsobem se výraz konzervatoř rozšířil na všechna hudební vzdělávací zařízení.

## Moderní konzervatoře
Mnoho významných konzervatoří vzniklo na konci 18. století a především v 19. století:
1. Pařížská konzervatoř (1795)
2. Konzervatoř Giuseppa Verdiho v Miláně (1807)
3. Konzervatoř San Pietro v Neapoli (1808)
4. Pražská konzervatoř (1808, resp. 1811)
5. Vídeňská konzervatoř (1819)
6. Královská hudební akademie v Londýně (1822)
7. Konzevatoř v Aradu (1833)
8. Mozarteum (1841)
9. Vysoká škola hudební a divadelní v Lipsku (1843)
10. Mnichovská konzervatoř (1846)
11. Berlínská Sternova konzervatoř (1850)
12. Vysoká škola hudební v Kolíně nad Rýnem (1850)
13. Drážďanská konzervatoř (1856)
14. Stuttgartská konzervatoř (1857)
15. Konzervatoř Fryderyka Chopina ve Varšavě (1861)
16. Petrohradská konzervatoř (1862)
17. Moskevská státní konzervatoř (1866)
18. Konzervatoř Ference Liszta v Budapešti (1875)
19. Konzervatoř Santa Cecilia v Římě (1875)
20. Hochova konzervatoř ve Frankfurtu nad Mohanem (1878)
21. Konzervatoř Jeana Sibelia v Helsinkách (1882)

## Vzdělávání na konzervatoři
Vzdělávání na konzervatoři se v Česku řídí, stejně jako vzdělávání na SŠ, či na VOŠ, školským zákonem (nikoliv vysokoškolským zákonem) a též úspěšní absolventi konzervatoře (absolutorium) mohou od roku 2005 používat neakademický titul, či přesněji označení, diplomovaný specialista (ve zkratce DiS. uváděné za jménem, odděleno čárkou), stejně tak jako absolventi VOŠ.
Vzděláváním na konzervatoři může žák dosáhnout těchto formálních stupňů vzdělání: a) střední vzdělání s maturitní zkouškou, b) vyšší odborné vzdělání v konzervatoři.
Vzdělávání v konzervatoři je zpravidla šestileté a je zakončeno (po čtyřech letech) středoškolským vzděláním (maturitou), resp. po šesti letech vyšším odborným vzděláním na konzervatoři (absolutoriem) – tedy obdobně jako na VOŠ. Případně může vzdělávací program trvat 8 let, přičemž následně je tento osmiletý vzdělávací program zakončen absolutoriem.
Existují různé typy konzervatoří, např. hudební a taneční.
Vzdělávání na konzervatořích je v Česku v současné době upraveno zmíněným školským zákonem, tedy zákonem č. 561/2004 Sb., o předškolním, základním, středním, vyšším odborném a jiném vzdělávání, ve znění pozdějších předpisů, přičemž toto vzdělání má dle zákona za cíl: rozvíjet znalosti, dovednosti a další schopnosti žáka získané v základním a v základním uměleckém vzdělávání, poskytuje všeobecné vzdělání a připravuje žáky pro výkon náročných uměleckých nebo uměleckých a umělecko-pedagogických činností, a to konkrétně v oborech hudba, tanec, zpěv a hudebně dramatické umění (herectví).
Většina hudebních konzervatoří, vedle klasického hudebního a pěveckého (praktického i teoretického) vzdělání, nabízí obvykle rovněž vzdělání v souvisejících oborech. Mezi povinné předměty pro všechny studenty hudebních oborů (netýká se oborů herectví) patří obligátní hodiny hry na klavír, hudební teorie a rytmus, dějiny hudby, sborový neboli ansámblový zpěv, pro hudebníky je obvykle povinná účast ve školním orchestru. Mezi základní předměty konzervatoří patří hlavní obor, tzn. konkrétní praktické zaměření: hudební nástroj, zpěv, případně hudební skladba, dirigentství či sbormistrovství či herectví atp., a mezi všeobecné předměty pak například patří výuka cizích jazyků, jevištní řeč a herectví (pro studenty pěveckých oborů), tělesná výchova a další předměty.
Vzdělávání na konzervatoři probíhá v určitých vzdělávacích programech, přičemž je pro přijetí nezbytné mít nejprve ukončenu povinnou školní docházku a uspět u přijímacích zkoušek, které zde mají podobu talentové zkoušky; do osmiletých programů lze nastoupit po ukončení 5. ročníku základní školy (ZŠ).

### Absolutorium v konzervatoři
Absolutorium v konzervatoři je dle zákona komplexní odborná zkouška konaná před zkušební komisí, která se skládá z teoretické zkoušky z odborných předmětů stanovených rámcovým vzdělávacím programem (RVP), zkoušky z cizího jazyka, absolventské práce a její obhajoby, absolventského výkonu z jednoho nebo dvou hlavních oborů, popřípadě zkoušky z umělecko-pedagogické přípravy, pokud toto stanoví RVP.

## Konzervatoře v Česku
- Pražská konzervatoř zajišťuje výuku šestiletých oborů hudba, hudebně dramatické umění a zpěv. Založena byla v roce 1808 a patří mezi nejstarší instituce svého druhu.
- Konzervatoř Jana Deyla nabízí vedle šestileté výuky hudebních oborů též středoškolské studium ladění.
- Mezinárodní konzervatoř Praha zajišťuje výuku oborů hudba, hudebně dramatické umění, zpěv a mediální a múzická studia. Založena byla v roce 2007.
- Konzervatoř Jaroslava Ježka v Praze zajišťuje výuku oborů hudba se zaměřením na jazz a populární hudbu, hudebně dramatické umění a tvorba textu a scénáře. Vznikla transformací staršího typu školského zařízení v roce 1990.
- Konzervatoř Brno poskytuje výuku v oborech hudba, zpěv a hudebně-dramatické umění v denní a kombinované formě studia. Založena byla v roce 1919 Leošem Janáčkem.
- Taneční konzervatoř Brno
- Konzervatoř Pardubice zajišťuje výuku zpěvu a hudebních oborů s možností dálkového studia. Založena byla v roce 1978 varhaníkem doc. Václavem Rabasem.
- Janáčkova konzervatoř v Ostravě zajišťuje výuku klasického tance jako osmiletého oboru, současného tance jako šestiletého oboru, dále šestiletých oborů hudba, zpěv (operní či neoperní) a hudebně dramatické umění. Založena byla v roce 1953.
- Taneční centrum Praha soukromá osmiletá taneční konzervatoř, standardní všeobecné vzdělání humanitního typu i úplné střední a vyšší odborné vzdělání v oboru „taneční umění“.
- Konzervatoř České Budějovice
- Konzervatoř Plzeň
- Konzervatoř Teplice
- Pěvecká konzervatoř Praha byla založena v roce 1993 prof. Josefem Rybičkou jako škola pro vokální výuku studentů v oboru klasický a populární zpěv. Výuka probíhala v Gröbově vile v Praze. Činnost školy byla ukončena v roce 2000.
- Taneční konzervatoř v Praze
- Konzervatoř P. J. Vejvanovského Kroměříž
- Konzervatoř Evangelické akademie (Olomouc, dříve Kroměříž)
- Církevní konzervatoř Opava
- Varhanická škola Leoše Janáčka

## Významné světové konzervatoře
- Royal College of Music
- Royal Academy of Music
- Pařížská konzervatoř
- Vídeňská hudební univerzita
- Milánská konzervatoř Giuseppa Verdiho
- Vysoká škola hudební a divadelní v Lipsku
- Konzervatoř N. A. Rimského-Korsakova v Petrohradu
- Moskevská státní konzervatoř
- Mozarteum
- Ruská baletní akademie A. J. Vaganovové